# 威爾斯蛋糕
威爾斯蛋糕是一種外觀為小圓餅模樣，裡面參雜著葡萄乾、桑特醋栗之類乾果，起源自19世紀的威爾斯傳統點心。

## 制法
在製作方法上，威爾斯蛋糕主要使用麵粉、奶油、雞蛋、牛奶來作成麵糊，再加上乾果、香料與糖。因為威爾斯蛋糕是放在烤盤或烘烤板上烘烤，在威爾斯當地也將此稱呼為烤盤蛋糕。另外在格拉摩根一帶，也有採用荷蘭鍋來烘烤威爾斯蛋糕的料理方法。

## 用途
威爾斯人常將威爾斯蛋糕做為搭配下午茶的甜點，也會在聖大衛日之類傳統節慶上食用。

## 圖冊
- 一間正在製作威爾斯蛋糕的現場。
- 放在烘烤板上烘烤的威爾斯蛋糕。
- 包裝零售的威爾斯蛋糕。
- 擺在店舖販售威爾斯蛋糕。